# لاهوت هولدريخ زوينكلي

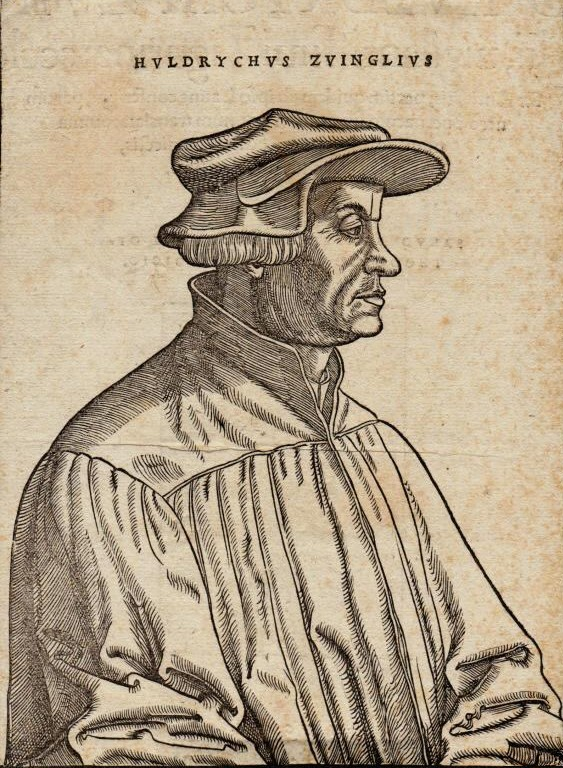
نحت خشبي لهولدريخ زوينكلي من عمل هانس أسبر (1531)

استند لاهوت هولدريخ زوينكلي إلى تفسير الكتاب المقدس، معتبرًا إياه كلمة الله التي أوحاها، وجاعلًا سلطته في موضع أعلى مقارنة بما اعتبره مصادر بشرية كالمجامع المسكونية وآباء الكنيسة. وقد أدرك أيضًا وجود العنصر البشري بداخل الوحي، مشيرًا بذلك إلى الاختلافات في الأناجيل القانونية. والزوينكلية هي مذهب إصلاحي يستند إلى اعتراف هلفتيك الثاني الذي أصدره هاينريش بولينجر، خليفة زوينكلي، في ستينيات القرن السادس عشر. 
كانت آراء زوينكلي حول المعمودية، إلى حد كبير، ردًا على تجديدية العماد، وهي حركة هاجمت معمودية الأطفال. دافع زوينكلي عن معمودية الأطفال معتبرًا إياها علامة على العهد المسيحي بين الأتباع والله، ومثلها في ذلك كمثل عهد الله مع إبراهيم.
وقد طور الرؤية الرمزية للقربان المقدس. وأنكر عقيدة التجوهر الكاثوليكية، واتبع هونيوس، فوافق على أن الخبز والخمر يرمز إلى، ولا يصبح حرفيًا، جسد ودم يسوع المسيح. أدى اختلاف رأي زوينكلي حول هذا الموضوع، مع مارتن لوثر، إلى فشل ندوة ماربورغ في تحقيق الوحدة بين الزعيمين البروتستانتيين.
اعتقد زوينكلي أن الدولة تحكم بأمر إلهي. كان يرى أن الكنيسة والدولة على حد سواء تخضعان لحكم الله. وجب على المسيحيين طاعة الحكومة، مع السماح بالعصيان المدني إذا ما عملت السلطات ضد إرادة الله. ذكر تفضيله للنظام الأرستقراطي على الحكم الملكي أو الديمقراطي.

## الكتاب المقدس
الكتاب المقدس هو محور عمل زوينكلي كمصلح وله دور هام في تطوير لاهوته. استند زوينكلي إلى الكتاب المقدس باستمرار في كتاباته. يتضح ذلك بقوة في كتاباته الأولى، ككتاب أركيتيليس (1522) وكتاب وضوح ويقين كلمة الله (1522). كان يعتقد أن الإنسان كاذب وأن الله وحده هو الحق. والكتاب المقدس، باعتباره كلمة الله، بالنسبة إليه، هو النور حيث لا يوجد سوى الظلمات.
استند زوينكلي في البداية إلى الكتاب المقدس ضد المعارضين الكاثوليك لمواجهة استنادهم للكنيسة، التي شملت المجالس وآباء الكنيسة والسكلائيون والباباوات. يرى زوينكلي أن هذه السلطات تعتمد على الإنسان وعرضة للخطأ. ذكر زوينكلي: «يجب أن يخضع الآباء لكلمة الله، لا أن تخضع كلمة الله لهم». إصراره على الاحتجاج بالكتاب المقدس لم يمنعه من الاحتجاج بالمجامع أو آباء الكنيسة. لم يمنحهم أي سلطة مستقلة، ولكنه احتج بهم ليثبت أن الآراء التي يعتنقها ليست آراءه الخاصة فحسب.
اعتبر زوينكلي كون الكتاب المقدس وحيًا، أي أن الله أو الروح القدس هو المؤلف، أمرًا مفروغًا منه. لم تكن وجهة نظره في الوحي جامدة، إذ اعترف بالعنصر البشري في تعليقاته، مشيرًا للاختلافات في الأناجيل الكنسية. لم يعترف بقانونية الأناجيل الأبوكريفية. على غرار مارتن لوثر، لم يقدر زوينكلي رؤيا يوحنا تقديرًا كبيرًا، ولكنه لم يقبل مفهوم «الشريعة في إطار الشريعة»، بل قبل وحي الكتاب المقدس ككل.

## الدولة

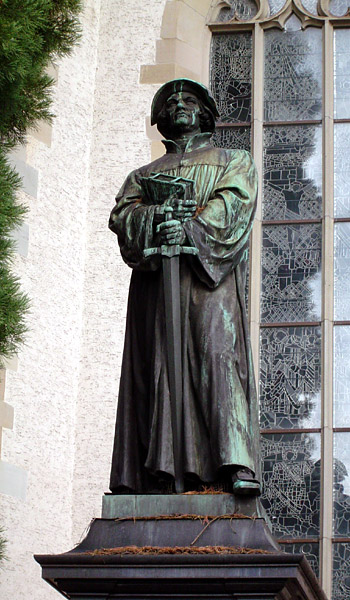
تمثال هولدريخ زوينجلي، زيورخ

تخضع الكنيسة والدولة، في اعتقاده، لحكم الله. لا يمكن فهم تطور رأي زوينكلي بشأن العلاقة المعقدة بين الكنيسة والدولة إلا عبر دراسة سياق حياته ومدينة زيورخ والاتحاد السويسري القديم. تكشف كتاباته الأولى، قبل أن يصبح مصلحًا، ككتاب الثور (1510) والمتاهة (1516)، عن حب وطني لأرضه، والحنين إلى الحرية، ومعارضة عمل الشباب السويسري كمرتزقة، حيث يُرسل شباب سويسري للقتال في حروب أجنبية من أجل المنفعة المالية لحكومة الدولة. ساعدت حياته ككاهن أبرشي وقسيس بالجيش على ازدياد اهتمامه بالأخلاق والعدالة. وقد رأى أن قسيسيته لا تقتصر على مجال خاص، بل على الشعب بأسره.
كان لمجلس زيورخ دور أساسي في كل مرحلة من مراحل الإصلاح. عمل المجلس، حتى قبل الإصلاح، بشكل مستقل نسبيًا، في ما يخص قضايا الكنيسة، رغم ترك مجالات العقيدة والعبادة لسلطة الكنسية. اعترف زوينكلي، نظرًا لاقتناعه بوجوب توافق المسائل العقائدية مع كلمة الله بدلًا من سلطة الكنيسة، بدور المجلس باعتباره الهيئة الوحيدة التي تتمتع بسلطة التصرف إذا رفضت السلطات الدينية إجراء الإصلاح. عبر زيورخ عن آرائه الثيوقراطية بشكل أفضل في كتاب الصلاح الإلهي والبشري (1523) وفي كتاب رؤية توضيحية للمقالات (1523)، فقد رأى في الكاهن والسلطان خادمين تحت حكم الله. كانت الأجواء المحيطة بنشر الكتابين تمثل فترة توتر كبير. منع البرلمان السويسري زوينكلي من السفر إلى أي إقليم آخر. تعرضت عملية الإصلاح للخطر بسبب إمكانية اندلاع اضطرابات دينية واجتماعية. شعر زوينكلي بالحاجة إلى تقديم صورة إيجابية عن الحكومة للحفاظ على مواصلة الدعوة بالإنجيل. قال زوينكلي:
«وقد تجلت العلاقة بين الكاهن والحاكم عبر نوعين من الصلاح: البشري والإلهي. إذ كان صلاح البشر (أو «ظاهر الإنسان») من اختصاص الحاكم أو الحكومة. وقد تؤمن الحكومة ذلك الصلاح، لكنها لا تستطيع أن تجعل الإنسان صالحًا أمام الله. فهذا دور الكاهن، الذي يناشد «باطن الإنسان» لمراعاة الصلاح الإلهي.»
وجب على المسيحيين، بما أن الحكم من اختيار الله، الانصياع لوجهة نظر زوينكلي. ينطبق ذلك على الحكومة الجيدة أو السيئة، على حد سواء، لأنهما من أمر الله. نظرًا لأن الحكام هم خدام الله، وعلى المسيحيين طاعتهم كطاعة الله، فإن الأزمات قد تحدث إذا ما عصى المسيحيون الله. ذكر زوينكلي أنه في حال تصرفت السلطات ضد إرادة الله «يجب أن نطيع الله، لا أن نطيع الرجال»، إذ أن الأولوية لوصايا الله، وليست لأوامر الإنسان.
أشار زوينكلي، في كتابه تعليقات على سفر أشعيا (1529)، إلى وجود ثلاثة أنواع من الحكومات: الملكية، والأرستقراطية، والديمقراطية. أعرب عن تفضيله للأرستقراطية، وهو أمر غير مستغرب بالنظر إلى تجربته مع مجلس زيورخ. دافع في كتابه عن النظام الأرستقراطي ضد النظام الملكي، عوضًا عن مقارنة الأشكال الثلاثة للحكومة. ذكر أن النظام الملكي سوف يؤول حتمًا إلى الاستبداد. كان للنظام الملكي نقاط ضعف جوهرية كسهولة استبدال الحاكم الجيد بحاكم سيء أو سهولة فساد حاكم واحد. لم يعان النظام الأرستقراطي، الذي يضم عددًا أكبر من الأشخاص، من هذه العيوب.